# Kees van der Staaij
Gerrit Cornelis van der Staaij, dit Kees van der Staaij (prononcé en néerlandais : [ˈkeːs fɑn dər ˈstaːi]), né le 12 septembre 1968 à Flardingue, est un homme politique néerlandais. 
De 2010 à 2023, il est dirige le Parti politique réformé (SGP) pour lequel il siège à la Seconde Chambre de 1998 à 2023.

## Biographie

### Jeunesse et études
Van der Staaij étudie le droit à l'université de Leyde et se spécialise dans le droit constitutionnel et le droit administratif. Déjà intéressé par les affaires politiques, il adhère au SGP en 1986.

### Engagement politique
Après avoir occupé quelques emplois au Conseil d'État, il entre à la Seconde Chambre à la suite des élections législatives de 1998. Depuis le 27 mars 2010, il est chef politique du SGP et depuis le 10 mai 2010, il est aussi président du groupe parlementaire à la Seconde Chambre. Il est tête de liste du SGP pour les élections législatives de 2010, 2012, 2017 et 2021.

### Vie privée
Kees van der Staaij est marié et a deux enfants adoptés. Il est membre de Oud Gereformeerde Gemeenten in Nederland et habite à Benthuizen.